# San Francisco en oración (Caravaggio, Cremona)
San Francisco en oración es un cuadro de Caravaggio, hecho aproximadamente entre 1604-1606 o 1607-1610. Fue elaborado por encargo de Francesco Del Monte, junto con su símil San Francisco de Asís en éxtasis. Francisco aparece leyendo la Biblia, y es destacable la naturaleza muerta que se encuentra como apoyo para el cuadro. La calavera y los libros forman el cuadro triste que acompaña la mirada perdida y arrugada de Francisco. La luz aparece pobremente representada, sólo como un suplemento más a la concentración de Francisco. El santo y los objetos hacen del cuadro una pieza depresiva y que genera melancolía en sus espectadores, sentimiento emulado más tarde por pintores españoles del Barroco como Francisco de Zurbarán o José de Ribera, ambos admiradores de Caravaggio.